# Machaho
Machaho és una pel·lícula dramàtica algeriana del 1995 dirigida per Belkacem Hadjadj.
El títol de la pel·lícula és una exclamació tradicional que sol repetir-se al començament dels contes de fades a Cabília (traduïble com ‘hi havia una vegada’). No és casualitat que la mateixa paraula sigui el títol d'una col·lecció de contes de fades publicada per Mouloud Mammeri. De fet, el tema de la pel·lícula, un dels primers llargmetratges realitzats en amazic, és semblant al d'un conte de fades tradicional, tot i que el final dramàtic contrasta amb el final feliç que en canvi és la norma en aquest gènere literari.

## Repartiment
- Meriem Babes: Ferrudja
- Rachid Hadid: Larbi
- Belkacem Hadjadj: Arezki
- Hadjira Oul Bachir: Tassadit, esposa d'Arezki
- Belkacem Aït Salem: Oussalas
- Said Amrane: Rabah
- Sid Ali Issaadi: germà de Larbi
- Omar Lechany: pare de Larbi
- Amal Zediri: neboda dei Larbi
- Farid Serkhane: Bandit n° 1
- Arezki Hammad: Bandit n° 2
- Belaïd Texa: Bandit n° 3

## Reconeixements
- 6è Festival del Cinema Africano, Milà 1996 (Premio del públic)
- 15è Fespaco 1997: Belkacem Hadjadj (premi al millor actor)[3]